# کریستین استاف
کریستین استاف (انگلیسی: Christian Stuff؛ زادهٔ ۱۱ اوت ۱۹۸۲) بازیکن فوتبال اهل آلمان است.
از باشگاه‌هایی که در آن بازی کرده‌است می‌توان به باشگاه فوتبال زاربروکن، باشگاه فوتبال هانزا روستوک، و باشگاه فوتبال یونیون برلین اشاره کرد.